# Code-barres 2D

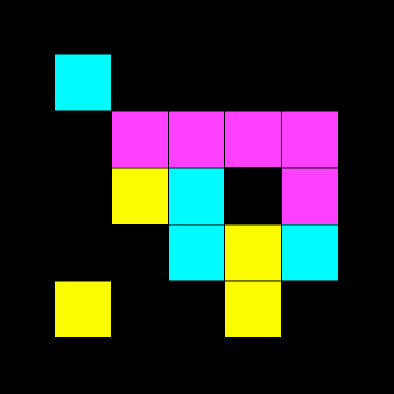
Code Navilens.

Un code-barres 2D ou codes-barres à deux dimensions est un format à deux dimensions du codes-barres classique. Pictogramme constitué de petits carrés, le code-barres 2D peut notamment être décodé par des téléphones mobiles disposant d'une application de lecture. Certains téléphones mobiles sont déjà équipés de ce lecteur ; pour d’autres, il est nécessaire d'en installer.
La photographie d'un code-barres 2D avec un portable peut permettre de déclencher différentes actions, telles que :
- se connecter à un site web pour consulter un article ;
- envoyer un SMS, un MMS ou un courrier électronique ;
- générer un appel téléphonique ;
- enregistrer une carte de visite dans ses contacts.

## Principe
Un code-barres 2D peut-être de différentes natures car il existe de nombreuses normes publiques et privées. On y retrouve notamment :
- Code QR
- Datamatrix
- Flashcode
- Navilens
- Semacode
- BeeTagg (de)
- Aztec Code
- JAB Code

## Programme
Le développement des codes-barres 2D est plus avancé au Japon où le code QR a été créé et en Chine.
Au Japon :
- 90 %[réf. nécessaire] des Japonais connaissent les codes matriciels (codes 2D) et plus précisément le code QR ;
- magazines, flyers et emballages de produits utilisent des codes-barres 2D pour promouvoir la communication sur mobile ;
- le format ouvert code QR est directement utilisé sans couche propriétaire ;
- on constate des commandes en ligne, des informations produit (provenance, date de péremption…), de la publicité et des codes promotionnels sur des lieux insolites (des télésièges par exemple), des cartes de visite complètes, etc.

En Chine :
- Les logiciels de chat les plus utilisés Tencent QQ et Wechat (ou chinois : 微信 ; pinyin : Wēixìn) utilisent abondamment les codes QR, notamment pour vérifier des informations entre un smartphone et un ordinateur de bureau ou tablette (vérification de compte, échanges de données, etc.).
- Les entreprises utilisent les codes QR sur les affiches, généralement un lien vers un compte WeChat d'information ou le site web de l'entreprise, ajoutant un logo en couleur au milieu et jouant sur les codes correcteur d'erreur pour récupérer les informations perdues.
- Les pages de site web contiennent généralement un code QR, afin de pouvoir ouvrir une page déjà affichée sur un ordinateur sur un autre périphérique comme un ordiphone ou une tablette.

## Disponibilité
70 % des smartphones et près de 10 millions[réf. souhaitée] de téléphones pourront lire des codes-barres 2D en installant une des applications spécifiques pour les codes-barres 2D disponibles notamment sur Samsung Apps, App Store, Google Play, F-droid, etc. et enfin l'ensemble des marchés d'applications, ou sur différents sites web. Différents types d'applications, comme les logiciels de chat en Chine, comportent également un lecteur intégré.
En revanche, les utilisateurs déjà équipés de lecteurs Datamatrix, notamment les touristes étrangers, peuvent scanner les codes-barres 2D mais les données ainsi décodées leur sont inutilisables.

## Quelques exemples d’opérations à code-barres 2D

### En France
- À Paris, Bordeaux, Sarlat-la-Canéda, Toulouse, habitants et touristes équipés ont accès à des informations pratiques (horaires et itinéraires des bus, aux informations locales de quartier) et touristiques (animations culturelles, histoire) en scannant les codes-barres 2D placés sur le mobilier urbain de ces villes.
- Les rubriques d’actualités de divers titres de presse sont enrichies de codes-barres 2D permettant aux lecteurs équipés de continuer à suivre l’actualité sur Internet, visualiser le reportage vidéo illustrant un dossier, accéder à un comparateur de prix en ligne ou télécharger des podcasts.
- Plus de 80 codes-barres 2D ponctuent les pages de l’hyperlivre de Jacques Attali « Le sens des choses ». Chaque interview du livre est ainsi accompagnée d'un lien vers la vidéo d’une séquence de l’entretien non retranscrite accessible via un code-barres 2D. Le lecteur équipé peut également participer à des sondages, diffuser les vidéos de spectacle ou concert auxquels le livre fait référence, réagir et donner son avis à la fin de chaque chapitre.
- À Disneyland Paris, des codes-barres 2D insérés sur les brochures distribués dans le parc et les affiches publicitaires permettent aux visiteurs équipés de découvrir la dernière vidéo de Mickey Mouse et de consulter les informations pratiques du parc (horaires des spectacles, offres spéciales sur les restaurants et boutiques)
- Début 2010, la RATP a déployé 20 000 codes-barres 2D (Flashcode) sur ses 11 000 points d'arrêts, pour permettre aux voyageurs équipés d'accéder aux horaires de passage des deux prochains bus ou tram sans avoir à lire la fiche horaire[1],[2].
- Mars 2011, le Parti communiste français placarde 10 000 affiches ne contenant qu'un gros code-barres 2D noir sur fond blanc (Flashcode). Il s'agit en fait d'inciter les jeunes à se mobiliser aux élections cantonales pour le Front de Gauche[3][réf. non conforme].
- Le 1er mai 2011, le Front national distribue des t-shirts FNJ contenant un code-barres 2D à l'avant, lors de son défilé de Jeanne d'Arc.
- La campagne d'affichage de la nouvelle saison (2011-2012) de l'opéra de Genève (Grand Théâtre de Genève) utilise le code-barres 2D pour inciter le public à aller sur leur site web[4].
- L'application TousAntiCovid utilise soit un code-barres 2D de type 2D-Doc, soit un QR code pour le stockage des certificats de vaccination COVID-19.